# Place forte de Toul
| \| Toul \| Toul et sa ceinture de fortifications : les forts sont indiqués par des carrés bleus, les ouvrages par des ronds rouges (le fond de carte est celle d'état-major de 1866). |
| Toul |

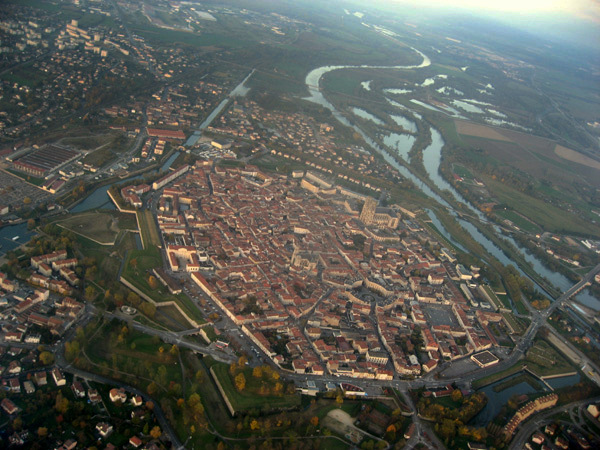
Vue aérienne de l'enceinte bastionnée de Toul.

La place forte de Toul est une place forte centrée sur la ville de Toul, dans l'Est de la France (département de Meurthe-et-Moselle).
Construite à partir de 1874, cette place forte est composée d'une puissante ceinture de forts, d'ouvrages, de batteries et d'abris entourant l'enceinte urbaine bastionnée. Elle fait partie du système défensif Séré de Rivières, un ensemble de fortifications censées protéger le territoire français d'une invasion venant d'Allemagne. La majorité des fortifications ont été déclassées après la Première Guerre mondiale.

## Situation
| \| Brest Cherbourg Paris Lille Maubeuge Verdun Toul Épinal Belfort Besançon Langres Dijon Lyon Albertville Grenoble Briançon Nice Toulon \| Les principales places fortifiées entre 1874 et 1918 (système Séré de Rivières). |
| Brest Cherbourg Paris Lille Maubeuge Verdun Toul Épinal Belfort Besançon Langres Dijon Lyon Albertville Grenoble Briançon Nice Toulon                                                                                        |

Toul est un ancien nœud routier (croisement de la route Paris-Nancy (nationale 4) avec celle Chaumont-Metz), située sur la rive gauche de la Moselle, à l'extrémité occidentale de la boucle formée par cette rivière entre Pont-Saint-Vincent et Frouard. Son emplacement permettait de contrôler les communications est-ouest passant la Moselle sous ses murs, traversant les côtes de Meuse par le seuil de Foug pour rejoindre la vallée de la Meuse à Pagny-sur-Meuse. Cette situation explique la construction à la fin du XVIIe siècle d'une enceinte bastionnée autour de la ville.
Au milieu du XIXe siècle, se rajoutent d'importants axes fluviaux (raccordement du canal de la Marne au Rhin à la Moselle canalisée) et ferroviaires (croisement des lignes Paris-Épernay-Nancy, Orléans-Troyes-Nancy et Dijon-Langres-Verdun), avec en prime le rapprochement entre 1871 et 1919 de la frontière franco-allemande (à seulement 34 kilomètres au nord-est) héritée du traité de Francfort (l'Alsace-Moselle est alors allemande). En conséquence, à partir de 1874 l'Assemblée nationale française vote le financement d'un programme de fortifications appelé le « système Séré de Rivières » : quatre places fortes, Verdun, Toul, Épinal et Belfort, forment une première ligne de défense le long de la nouvelle frontière, soutenue à l'arrière par une seconde ligne (Laon, La Fère, Reims, Langres et Dijon).
Au nord, la place de Toul est reliée à celle de Verdun par un rideau défensif (le « rideau des Hauts de Meuse »), composé d'un alignement de forts ; au sud, la place de Toul est séparée de celle d'Épinal par une trouée (la « trouée de Charmes »), seulement surveillée sur son flanc nord par quelques forts isolés (appelés « forts d'arrêt »). La modernisation de la place elle-même est assurée par la construction d'une série de « forts détachés » entourant la ville à quelques kilomètres de distance, en s'appuyant à l'ouest sur la cuesta des côtes de Meuse et en formant à l'est une tête de pont sur la rive droite de la Moselle.

## Construction et modernisations

### 1874-1883

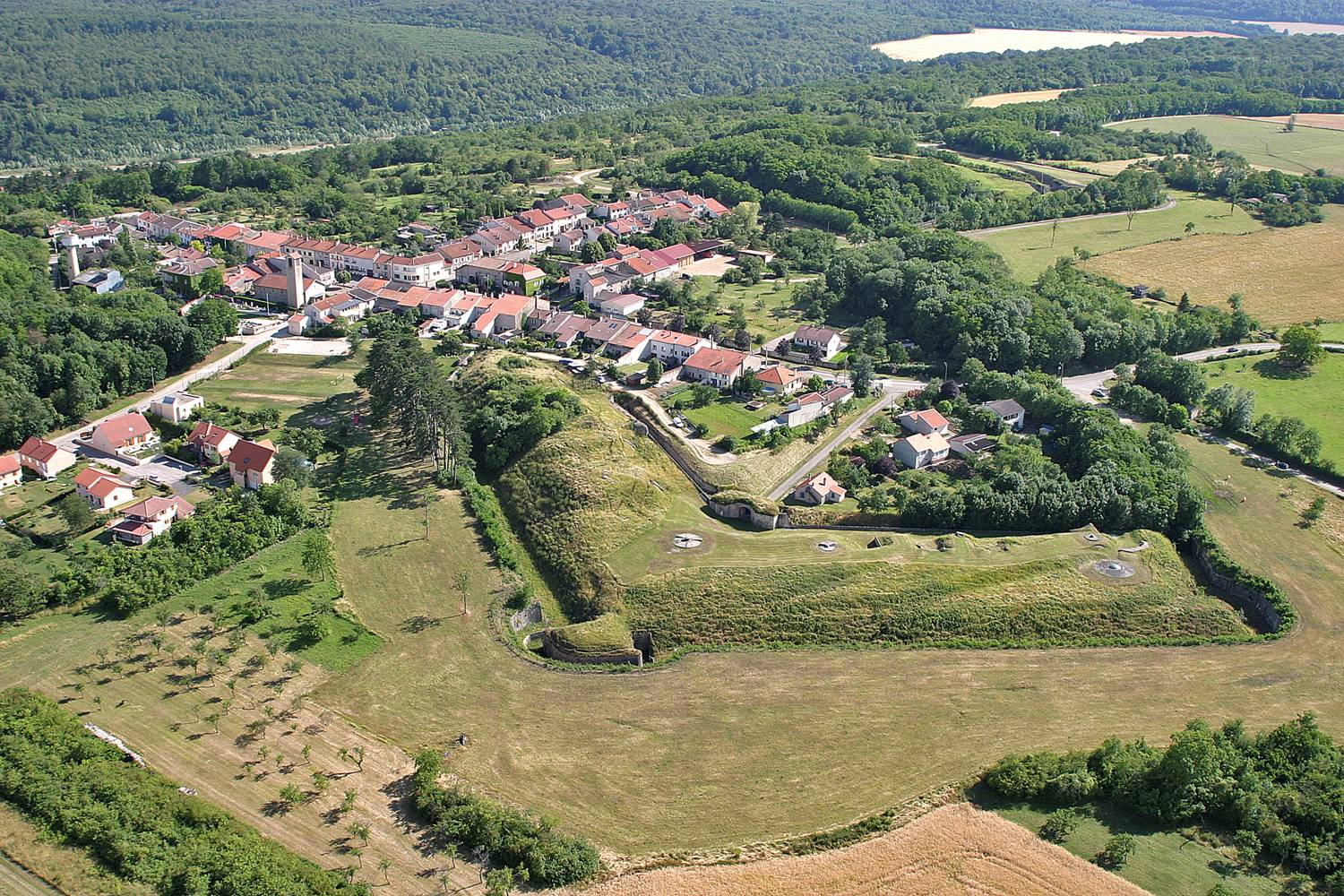
Vue aérienne du village de Villey-le-Sec, entouré par le fort du même nom.

Les premiers ouvrages élevés en 1874 constituent un pentagone dont les sommets sont constitués par le fort du Saint-Michel (ou Fort du mont Saint-Michel), la redoute de Dommartin, le fort du Tillot, le fort de Domgermain et le fort d'Écrouves. Construits dans l'objectif de répondre à un danger imminent, on y ajoute la redoute de la Justice, sorte de sentinelle avancée dans la direction de la trouée de Foug.
On étend quelques années plus tard la ligne de défense au sud en construisant le fort de Blénod et au nord le fort de Lucey relié à la position d'Écrouves par un poste défensif qui deviendra le fort de Bruley. À l'est, le fort de Villey-le-Sec constitue un saillant, relié à Dommartin par la redoute de Chaudeney. On complète le dispositif par le fort de Gondreville, terminé en 1887, qui renforce la tête de pont sur la Moselle.

### 1885-1899

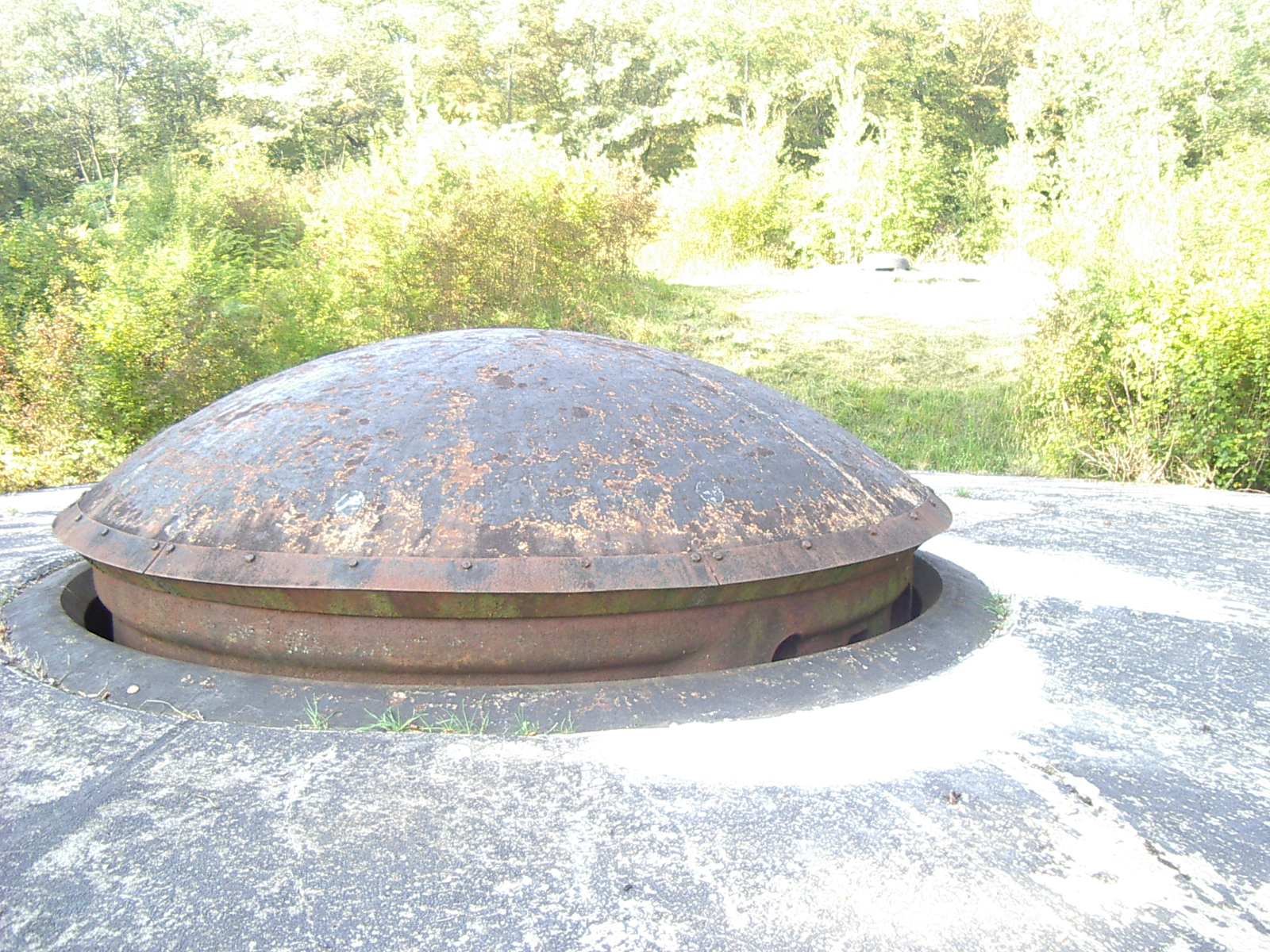
Tourelle éclipsable de l'ouvrage Est du Vieux-Canton.

Après 1885 et l'apparition de la mélinite, on étend le périmètre défensif vers le nord-est par la construction de petits ouvrages à profil triangulaire. L'ouvrage de Bouvron, l'ouvrage de Francheville, l'ouvrage du Ropage, l'ouvrage Est du Vieux-Canton et l'ouvrage de Villey-Saint-Étienne constituent le nouveau rempart édifié à partir de 1888.
On construit également des ouvrages avancés pour renforcer les fronts est et sud. L'ouvrage de Fontenoy, l'ouvrage du Haut-des-Champs et l'ouvrage du Fays constituent une ligne d'avant-postes. On construit également à cette époque l'ouvrage du Chanot (futur fort du Chanot), l'ouvrage de Bicqueley, l'ouvrage de Gye et l'ouvrage de Charmes.

### 1900-1914
En 1899, la constitution de la Haute-commission des places fortes fixe définitivement le tracé de la ligne principale de défense. le tracé reprend les points d'appui principaux existant mais ajoute de nouveaux ouvrages et corrige le tracé. On ajoute dans le nord-est l'ouvrage de la Cloche, l'ouvrage du Mordant et le fort du Vieux-Canton. Le fort de Lucey et sa batterie annexe (qui devient le fort de Trondes) deviennent une position extérieure. On établit le fort du Chanot et le fort du Tillot. On entreprend également le renforcement de tous les forts sauf la redoute de Dommartin.
Le programme de 1900 est complété par un programme en 1908 qui comprend, en plus des renforcements évoqués, la construction de divers abris, batteries cuirassées, batteries à ciel ouvert, routes, réseaux de barbelés, etc., ainsi que des déboisements. La ligne de défense devient une zone principale de défense jalonnée par les forts indiqués plus haut autour desquels sont organisés des centres de résistance. En avant, un certain nombre de positions avancées seront organisées sur des points d'appui naturels offrant des conditions favorables à la défense. En arrière, le noyau central est constitué par le fort du Saint-Michel, le village de Dommartin, les casernes du plateau de la Justice et la Côte Barine.

## Description

### Noyau central
L'enceinte urbaine de Toul (48° 40′ 30″ N, 5° 53′ 28″ E) construite à partir de la fin du XVIIe siècle est composée de neuf bastions avec cinq demi-lunes à 210 mètres d'altitude. De 1874 à 1880, deux portes sont élargis, la porte de France et la porte Moselle (chacune avec un pont à effacement), permettant une meilleure traversée d'ouest vers l'est (le long de la nationale 4) ; en 1878-1880, des casemates sont construites le long des remparts.

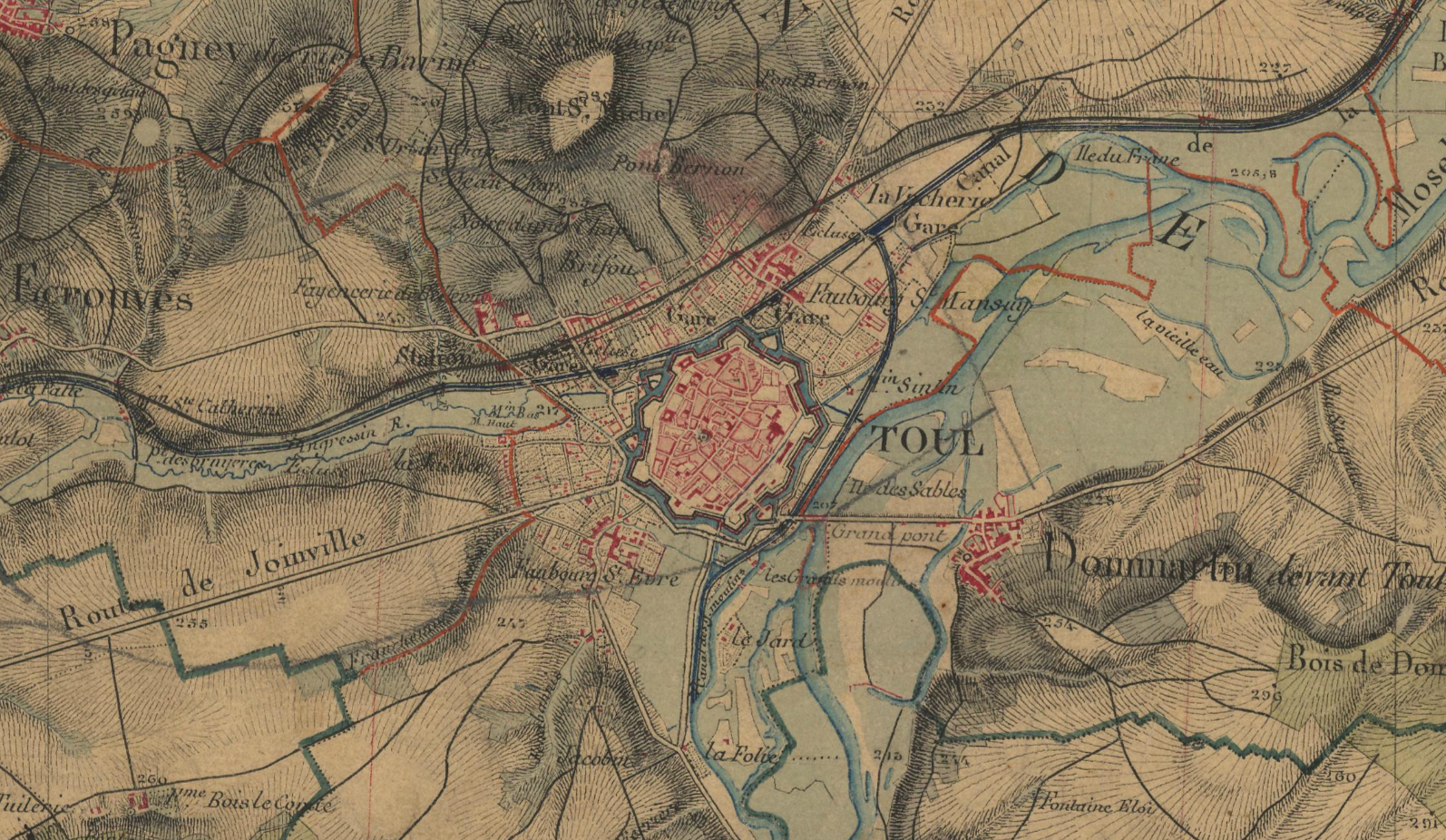
Plan de l'enceinte et des environs en 1866 (carte d'État-Major).
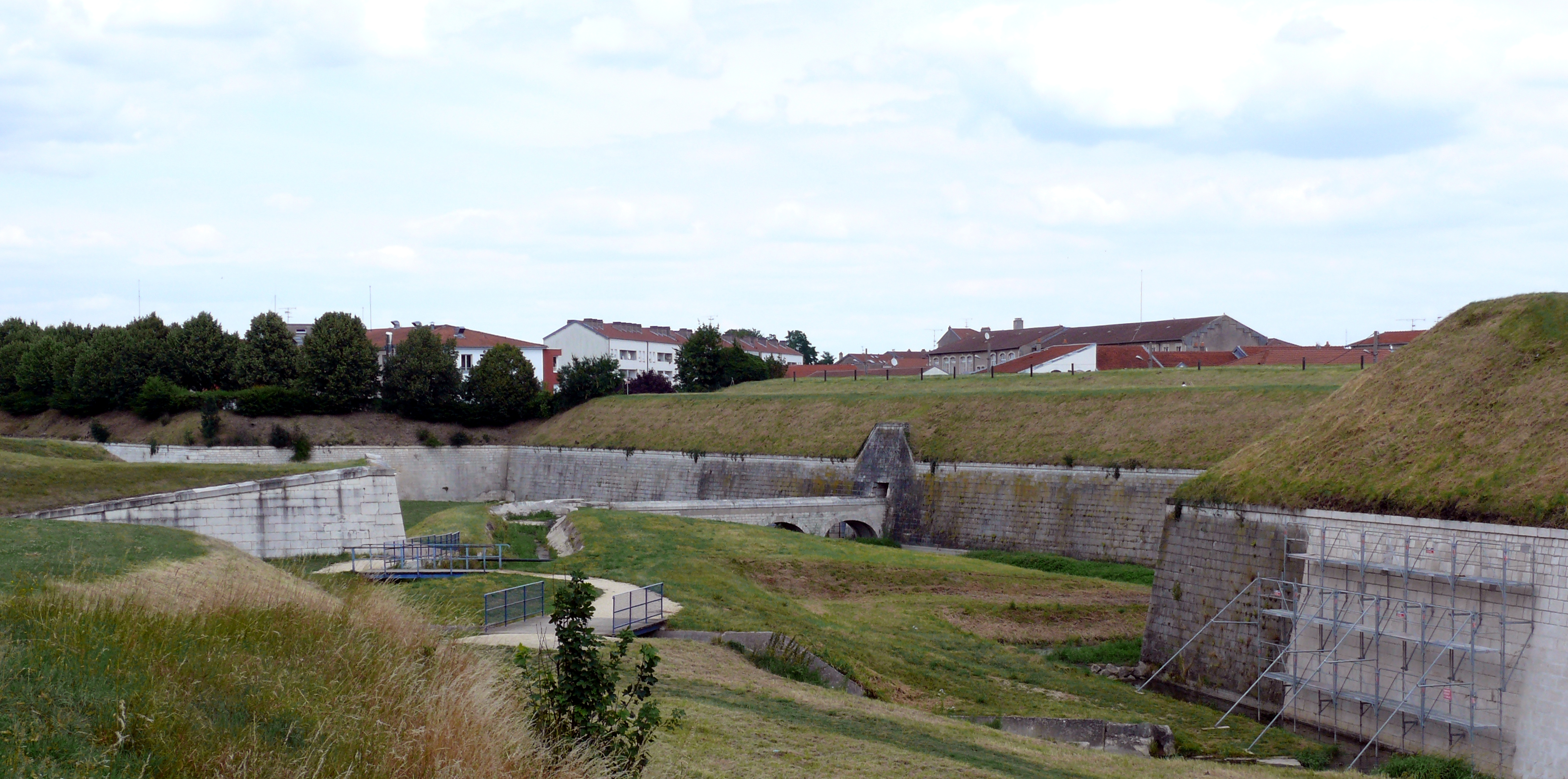
Une demi-lune, couvrant la porte de Metz (au nord-est) placée entre deux bastions.
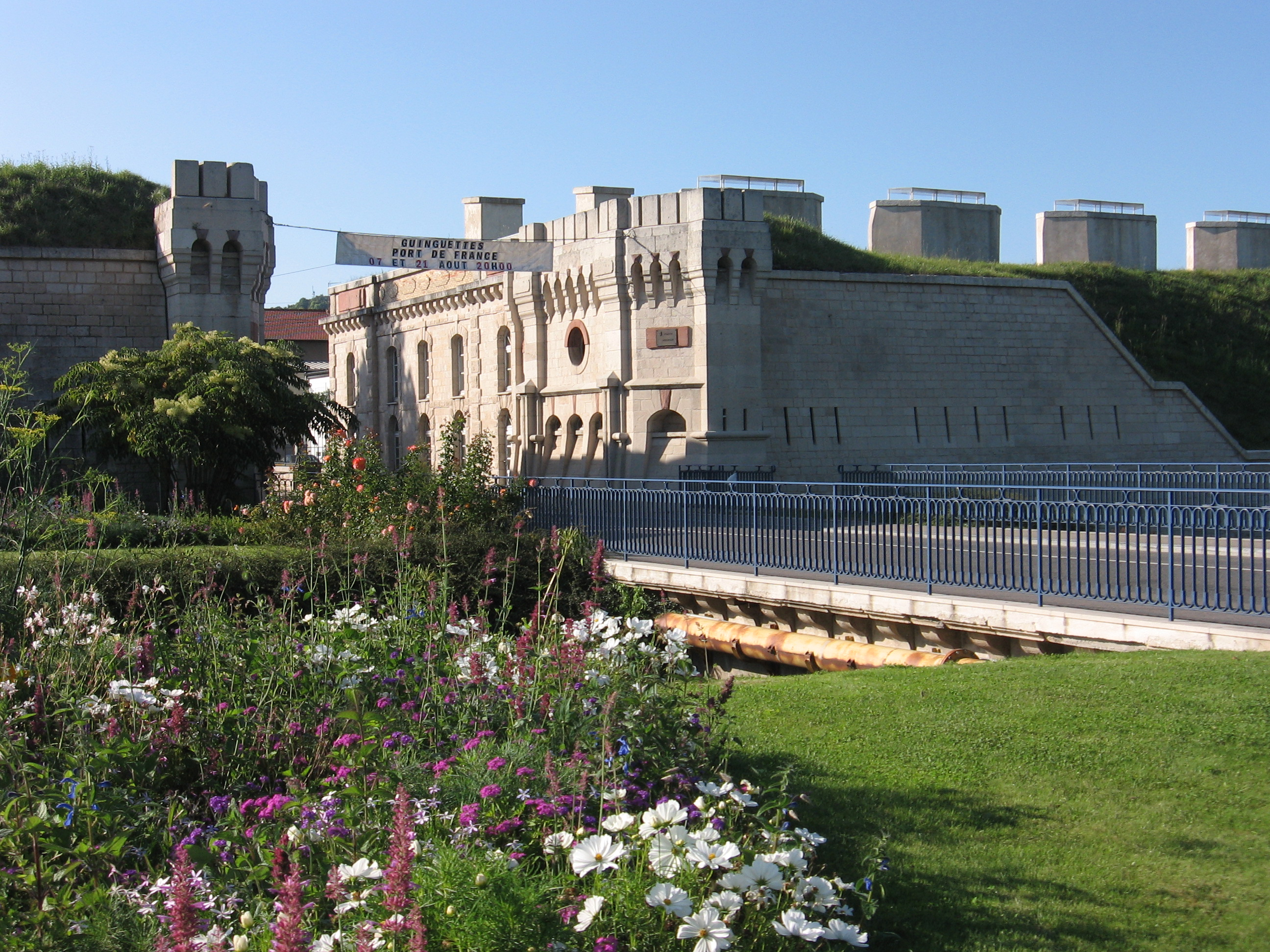
Porte Moselle (au sud-est), donnant accès à un pont sur la Moselle.
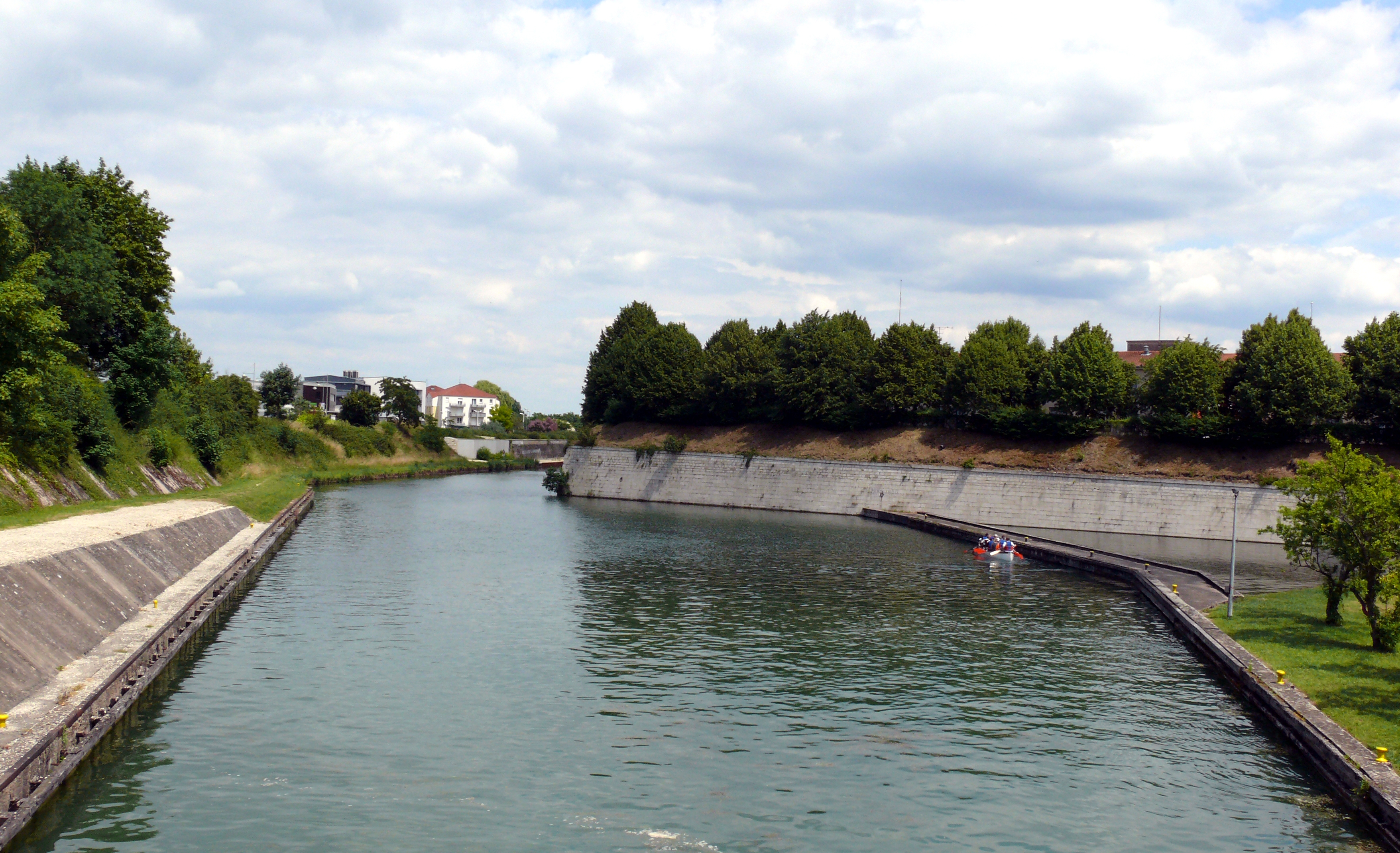
Bastion donnant sur le canal de la Marne au Rhin (au nord-ouest).

Le Fort du Saint-Michel (48° 41′ 23″ N, 5° 52′ 53″ E) couvre le sommet de la butte-témoin à 387 mètres d'altitude, à seulement 1,3 km au nord de Toul. Construit en 1874-1878, le fort est composé d'une enceinte protégeant 24 traverses-abris et un grand réduit (lui-même protégé par trois caponnières). En 1887 est creusé un abri-caverne ; en 1890 est installée la tourelle Saint-Chamond (pour deux canons de 155 mm) à l'extrémité est du fort ; en 1901-1904 une seconde enceinte en béton est rajoutée ; en 1910-1913 se rajoute une usine frigorifique en contrebas de l'ouest du fort. Le fort abrite en 1914 le gouverneur de la place ainsi que le central télégraphique. En 1915, le fort est désarmé au profit du front ; il est réarmé en 1917 avec des mitrailleuses.
La redoute de la Justice (48° 40′ 04″ N, 5° 52′ 01″ E) est établie sur une petite croupe à 245 mètres d'altitude, dominant le sud-ouest de l'enceinte de Toul (distante que de 1 300 mètres) et contrôlant la route de Joinville (allant de Toul à Vaucouleurs). Construite en 1874-1875, la redoute a une forme de trapèze avec une gorge rentrante ; les voûtes sont en maçonnerie recouvertes de terre. Sa construction a été arrêtée à la suite de la construction des autres forts. À partir de 1883, la redoute sert de caserne.

### Secteur d'Écrouves-Bruley
| \| Fort du Saint-Michel Fort d'Écrouves Fort de Bruley Fort de Lucey Fort de Trondes Fort du Vieux-Canton \| La moitié nord de la place. |
| Fort du Saint-Michel Fort d'Écrouves Fort de Bruley Fort de Lucey Fort de Trondes Fort du Vieux-Canton                                   |

Les secteurs d'Écrouves-Bruley et de Lucey-Trondes couvrent la partie nord-ouest de la place.
- fort d'Écrouves (48° 41′ 26″ N, 5° 49′ 47″ E)
- ouvrage du Val-des-Nonnes (48° 42′ 15″ N, 5° 50′ 08″ E)
- ouvrage de Bois-Bulletin (48° 42′ 14″ N, 5° 49′ 07″ E)
- ouvrage de Fayemont (48° 42′ 46″ N, 5° 49′ 37″ E)
- fort de Bruley (48° 42′ 47″ N, 5° 50′ 36″ E)
- fort de Lucey (48° 43′ 30″ N, 5° 49′ 43″ E)
- fort de Trondes (48° 43′ 33″ N, 5° 48′ 53″ E)

### Secteur de Mordant-La Cloche
Le secteur de Mordant-La Cloche couvre la partie nord-est de la place.
- ouvrage de la Cloche (48° 43′ 42″ N, 5° 51′ 48″ E)
- ouvrage de Bouvron (48° 44′ 02″ N, 5° 53′ 16″ E)
- ouvrage de Francheville (48° 43′ 57″ N, 5° 54′ 21″ E)
- ouvrage de Ropage (48° 43′ 31″ N, 5° 54′ 59″ E)
- ouvrage Ouest du Vieux-Canton (48° 43′ 25″ N, 5° 56′ 07″ E)
- fort du Vieux-Canton (48° 43′ 22″ N, 5° 56′ 49″ E)
- ouvrage Est du Vieux-Canton (48° 43′ 30″ N, 5° 57′ 09″ E)
- ouvrage du Bas-du-Chêne (48° 43′ 12″ N, 5° 57′ 06″ E)
- ouvrage du Mauvais-Lieu (48° 42′ 58″ N, 5° 56′ 20″ E)
- ouvrage de Villey-Saint-Étienne (48° 42′ 52″ N, 5° 57′ 32″ E)
- ouvrage du Mordant (48° 42′ 38″ N, 5° 57′ 01″ E)

### Secteur de Gondreville-Tillot
| \| Fort du Tillot \| La moitié sud de la place. |
| Fort du Tillot                                  |

Le secteur de Gondreville-Tillot couvre la partie sud-est de la place.
- ouvrage de Fontenoy (48° 42′ 06″ N, 5° 58′ 39″ E)
- fort de Gondreville (48° 40′ 56″ N, 5° 56′ 20″ E)
- ouvrage du Haut-des-Champs (48° 40′ 59″ N, 5° 58′ 10″ E)
- ouvrage du Charmois (48° 40′ 27″ N, 5° 56′ 23″ E)
- ouvrage de Fays (48° 40′ 16″ N, 5° 58′ 31″ E)
- fort de Villey-le-Sec (48° 39′ 28″ N, 5° 58′ 23″ E)
  - Batterie Nord (48° 39′ 40″ N, 5° 58′ 33″ E)
  - Batterie Sud (48° 39′ 27″ N, 5° 58′ 44″ E)
- redoute de Chaudeney (48° 39′ 29″ N, 5° 57′ 29″ E)
- redoute de Dommartin (48° 39′ 55″ N, 5° 55′ 41″ E)
- fort du Chanot (48° 38′ 07″ N, 5° 56′ 17″ E)
  - ouvrage avancé du Chanot (48° 37′ 39″ N, 5° 56′ 05″ E)
- ouvrage de Bicqueley (48° 37′ 41″ N, 5° 54′ 14″ E)
- ouvrage de Gye (48° 36′ 59″ N, 5° 53′ 01″ E)
- fort du Tillot (48° 38′ 28″ N, 5° 53′ 14″ E)

### Secteur de Blénod-Domgermain
Le secteur de Blénod-Domgermain couvre la partie sud-ouest de la place.
- fort de Blénod (48° 36′ 25″ N, 5° 50′ 10″ E)
- ouvrage avancé de Charmes-Sud (48° 37′ 15″ N, 5° 48′ 56″ E)
- ouvrage avancé de Charmes-Nord (48° 37′ 30″ N, 5° 48′ 46″ E)
- ouvrage de Charmes (48° 37′ 33″ N, 5° 49′ 14″ E)
- fort de Domgermain (48° 38′ 58″ N, 5° 49′ 27″ E)

## Unités en garnison
De 1873 à 1898, la place de Toul se trouve dans la 6e région militaire, dont le quartier-général est à Châlons-sur-Marne. En 1898, elle fait partie de la toute nouvelle 20e région militaire, confiée au 20e corps (surnommé le « corps de fer »), avec le quartier-général à Nancy.
Au début de 1914, c'est toute la 39e division d'infanterie qui est casernée à Toul (l'autre division du corps, la 11e, est à Nancy), composée des 146e (dépôt à Melun), 153e (dépôt à Fontainebleau), 156e (dépôt à Troyes) et 160e (dépôt à Neufchâteau) régiments d'infanterie de ligne. Cette division n'est pas destinée à servir de garnison, c'est une unité de manœuvre, complétée par le 12e régiment de dragons (dépôt à Troyes).
S'y rajoutent plusieurs unités non-endivisionnées du 20e corps, destinées à servir de noyau à la garnison de la place : les 167e (dépôt à Toul), 168e (dépôt à Sens) et 169e (dépôt à Montargis) régiments d'infanterie de ligne, les 41e et 42e régiment territoriaux d'infanterie, le 39e régiment d'artillerie et le tout nouveau 10e régiment du génie (anciennement le 20e bataillon détaché du 5e génie de Versailles). Le service des pièces des forts est confié au 6e régiment d'artillerie à pied. L'aéronautique est représenté par un demi-compagnie d'aérostation et par la 23e section d'aviation. Cette garnison représente un effectif total de 17 140 hommes.

## Première Guerre mondiale

Deux plans différents : le plan XVII contre le plan Schlieffen.

Lors de la mobilisation générale de 1914, la concentration (du 5 au 18 août) des cinq corps (à deux divisions chacune) de la 2e armée française du général Castelnau se fait selon le plan XVII en arc de cercle de Pont-à-Mousson à Blâmont, couvrant Nancy. Les centaines de convois ferroviaires nécessaires empruntent des axes qui leur sont réservés, les lignes C (départ de Marseille et de Montpellier, puis Mâcon, Dijon, Langres et Mirecourt) et D (départ de Bordeaux et de Tours, puis Orléans, Troyes, Chaumont et Nancy), passant donc en partie par la place de Toul. Après les éléments combattants des corps d'armée (du 5 au 12 août), arrivent les divisions de réserve, les parcs d'artillerie, les régiments de territoriaux, la logistique et enfin les approvisionnements des places fortes (du 12 au 18 août).
Les premières unités à être disponibles sont évidemment celles d'active du 20e corps complétées par de la cavalerie, le tout commandé en août 1914 par le général Foch : elles partent assurer la couverture de la concentration en avant de Nancy. Elles laissent la place à la 68e division de réserve qui reçoit ses réservistes et son matériel autour de Toul avant de partir pour le Grand Couronné. La place forte, commandée par son gouverneur le général Rémy, passe pendant le même temps à ses effectifs de guerre soit 74 672 hommes : sa garnison du temps de paix (167e, 168e et 169e régiments) est renforcée par toute la 75e division de réserve (346e, 353e, 356e, 367e, 368e et 369e régiments de réserve ; 41e, 42e, 47e, 52e et 95e régiments territoriaux ; 12e et 39e régiments d'artillerie de campagne), tandis que le 6e régiment d'artillerie à pied triple ses effectifs grâce à l'incorporation des territoriaux et des auxiliaires, tout comme le génie (20e et 26e bataillons).

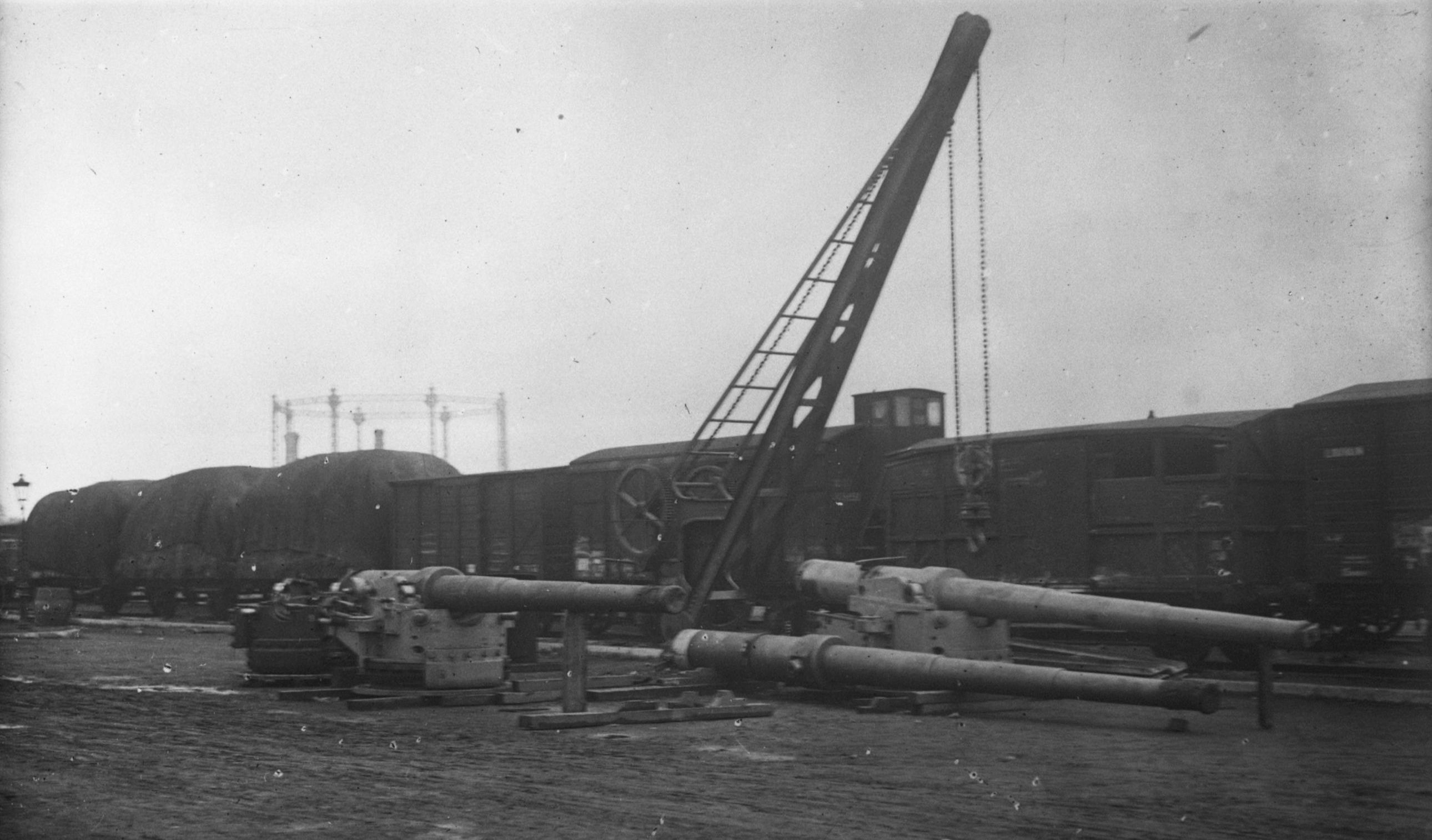
Arrivée de canons de marine à Toul en décembre 1914.

À partir de la mi-août, les combats de la bataille des Frontières ont lieu loin au nord-est : c'est la bataille de Morhange (14 au 15 août), puis la bataille de la trouée de Charmes (24 au 26 août) et enfin la bataille du Grand-Couronné (4 au 13 septembre). La place de Toul perd rapidement sa puissante garnison, les unités d'active, puis celles de réserve partant en octobre, ne laissant que les territoriaux. Pendant l'hiver 1914-1915, la proximité du front (au nord autour du saillant de Saint-Mihiel) légitime quelques renforcements, notamment la mise en place de douze canons de marine de 164,7 mm puis de pièces antiaériennes. À la fin de l'année 1915, le haut-commandement donne l'ordre de désarmer les forts (mis à part les tourelles) pour envoyer toutes les pièces d'artillerie et les munitions sur le front. À partir de la fin 1916, l'expérience de la bataille de Verdun conduit au réarmement des forts et ouvrages avec des mitrailleuses, au réapprovisionnement des tourelles en munitions et à l'aménagement des entrées en chicane.